# Popești (okręg Jassy)
Popești – wieś w Rumunii, w okręgu Jassy, w gminie Popești. W 2011 roku liczyła 1994 mieszkańców.